# Ba Swe
Ba Swe (birman ဘဆွေ ; 17 octobre 1915 - 6 décembre 1987) est un des hommes politiques birmans les plus importants de la première décennie suivant l'indépendance du pays en janvier 1948. Il fut le deuxième Premier ministre de Birmanie du 12 juin 1956 au 28 février 1957. À sa prise de fonction, le magazine Time lui consacra un article titré The Day of the Tiger (le jour du tigre), rappelant son surnom Big Tiger (Kyah gyi) : Ba Swe est né un lundi, jour du tigre, et, selon sa femme, en avait le caractère.

## Biographie
Ba Swe est né le 17 octobre 1915 à Tavoy, dans le Tenasserim (aujourd'hui Dawei, dans la Région de Tanintharyi). Dans les années 1930, durant ses études à l'université de Rangoon, il devint un des leaders étudiants de la résistance aux britanniques, comme U Nu ou Ba Hein. Il devint aussi membre de l'association nationaliste Dobama Asiayone (Association de Nous les Birmans) et fut arrêté en 1938 lors du mouvement de protestation générale connu sous le nom de Révolution de 1300 (Htaung thoun ya byei ayeidawbon) selon le calendrier birman,. En 1939, Ba Hein fut un des cofondateurs du Parti communiste de Birmanie (CPB), et peu après Ba Swe, lui-même et plusieurs autres fondèrent le Parti populaire révolutionnaire (PRP), renommé Parti socialiste birman après la Seconde Guerre mondiale.

### Famille
En 1942, Ba Swe épousa Nu Nu Swe, fille d'U Hlaing Phyu, propriétaire de mines et de terres dans la municipalité de Palaw (district de Mergui, dans le Tenasserim). Ils eurent neuf enfants.

### Premier ministre
Ba Swe devint Premier ministre après les élections parlementaires du début 1956. Le parti au pouvoir, auquel il appartenait, était la Ligue anti-fasciste pour la liberté du peuple (AFPFL). Elle remporta les élections, mais une coalition de partis de gauche, le Front National Uni (NUF) avait obtenu 37 % des voix et en dépit du système de scrutin majoritaire, elle avait augmenté sa représentation au parlement. Ce résultat fut un choc pour le gouvernement. Le Premier ministre U Nu abandonna ce poste pour se consacrer à la réorganisation et au renforcement de l'AFPFL. Ba Swe, son second à AFPFL, prit sa place. U Nu redevint Premier ministre moins de neuf mois plus tard, le 28 février 1957.

### Scission de l'AFPFL
À la mi-1958, Ba Swe rompit avec U Nu. L'AFPFL se divisa en deux factions, Ba Swe, Kyaw Nyein et treize autres ministres quittant le gouvernement le 4 juin 1958. Ils déposèrent une motion de censure contre U Nu au parlement. Mise au vote le 8 juin 1958, la motion fut rejetée par 8 voix, grâce au soutien du NUF au gouvernement,.
Le 26 septembre 1958, invoquant l'instabilité provoquée par la scission de l'AFPFL et les progrès des rébellions dans le pays, U Nu invita "volontairement" le chef de l'état-major, le général Ne Win, à prendre pour six mois la tête d'un "gouvernement de transition". Le 28 octobre, le parlement nomma Ne Win premier ministre : les deux factions de l'AFPFL votèrent pour, le NUF s'y opposa. (Dans ses mémoires publiés en 1974, Le Fils du samedi, U Nu affirme que cette passation de pouvoir n'avait rien de volontaire et qu'elle lui avait été arrachée par les généraux Aung Gyi et Maung Maung[réf. nécessaire] sous la menace d'un coup d'État militaire.)

### Défaite électorale
Aux élections de février 1960, la faction de l'AFPFL de Ba Swe et Kyaw Nyein (ou faction Swe-Nyein), se présenta comme l'AFPFL "stable" (Ti myè hpa hsa pa la). La faction d'U Nu et Thakin Tin (ou faction Nu-Tin), auparavant connue AFPFL "propre" (Thant shin hpa hsa pa la), forma un nouveau parti, le Parti de l'Union (Parti Pyidaungsu, ou pa hta sa). Le Parti de l'Union remporta très largement les élections de 1960.

### Dictature militaire
Au moment du coup d'État militaire du général Ne Win (2 mars 1962), Ba Swe était déjà politiquement un « tigre mort ». Il ne fut donc pas arrêté par le Conseil révolutionnaire. Il fut cependant emprisonné comme beaucoup d'autres politiciens de toutes obédiences en 1963, au moment de la conférence de paix entre le Conseil révolutionnaire et les groupes rebelles armés.
Ba Swe fut remis en liberté en même temps que son ancien collègue et adversaire U Nu, le 27 octobre 1966. Le jour même, ils furent conduits dans le bureau du président du Conseil révolutionnaire, Ne Win, où on leur suggéra qu'ils pourraient avoir envie d'aller faire un bilan médical à l'étranger.
Ba Swe, avec U Nu et Kyaw Nyein, fit ensuite partie des 33 membres du Bureau consultatif de l'Unité interne mis en place par le Conseil révolutionnaire le 2 décembre 1968. Le bureau était chargé de fournir le 31 mai 1969 au Conseil révolutionnaire un rapport sur les moyens de promouvoir l'unité nationale.
Ba Swe est mort à Rangoon en décembre 1987.

## Source
- (en) Cet article est partiellement ou en totalité issu de l’article de Wikipédia en anglais intitulé « Ba Swe » (voir la liste des auteurs).